# Freelove
«Freelove» és el trenta-vuit senzill de la banda britànica Depeche Mode, tercer senzill del desè àlbum d'estudi, Exciter, i va ser llançat el 5 de novembre de 2001.

## Informació
La cançó és una balada sintetitzada, amb una base electrònica força carregada d'efectes diversos i completada amb acompanyament acústic. La versió inclosa en l'àlbum de la cançó és molt diferent de la versió del senzill, que es tracta d'una remescla realitzada per Flood, qui havia produït els àlbums Violator i Songs of Faith and Devotion. Depeche Mode ja havia presentat algunes cançons del seu repertori amb diferències entre la versió de l'àlbum i del senzill promocional, però en aquest cas es va canviar tota la musicalització i part de la lletra fou omesa. En el senzill, la musicalització és completament ambiental, suau i acompassada per ressaltar la melancolia de la lletra. El retorn de Flood va causar molta sorpresa, ja que anteriorment havia declarat que mai més tornaria a treballar amb Depeche Mode, perquè havia estat una experiència molt extenuant l'enregistrament dels àlbums per les contínues disputes entre els membres de la banda.
L'única cara B és la cançó instrumental «Zenstation». La major part de la cançó Martin Gore, que toca la guitarra elèctrica en la cançó, canta els cors.
El videoclip de la cançó fou dirigit per John Hillcoat, com els altres senzills de l'àlbum, però no és disponible en cap col·lecció de vídeos. En ell hi apareixen com a quartet, ja que els acompanya el bateria Christian Eigner, que des de 1997 participava en les gires de la banda.
Per aquest senzill van llançar per primera vegada un DVD per un senzill, que contenia material fotogràfic relacionat amb «Freelove» en el concert realitzat a Filadèlfia l'any 2001. També contenia quatre vídeos extres de mig minut de la banda. Aquests vídeos foren dirigits per Anton Corbijn.
«Freelove» es va incorporar en la gira Exciter Tour en la seva versió del disc, és a dir, la versió llarga i sintètica, recalcant la seva importància com a tema fonamental de l'àlbum. Era interpretada de forma electroacústica amb l'acompanyament de la guitarra de Gore i la bateria d'Eigner. Posteriorment també es va incorporar a la gira Tour of the Universe en una versió acústica amb només musicalització de sintetitzador en mode piano tocat per Peter Gordeno.

## Llista de cançons
12": Mute/12Bong32 (Regne Unit)
1. "Freelove" (Console Remix) − 4:46
2. "Freelove" (Schlammpeitziger "Little Rocking Suction Pump" Version) − 6:50
3. "Zenstation" (Atom's Stereonerd Remix) − 5:35
4. "Freelove" (Bertrand Burgalat Remix) − 5:27
5. "Freelove" (DJ Muggs Remix) − 4:24

CD: Mute/CDBong32 (Regne Unit)
1. "Freelove" (Flood Mix) − 3:59
2. "Zenstation" − 6:24
3. "Zenstation" (Atom's Stereonerd Remix) − 5:35

CD: Mute/LCDBong32 (Regne Unit)
1. "Freelove" (Bertrand Burgalat Remix) − 5:27
2. "Freelove" (Schlammpeitziger "Little Rocking Suction Pump" Version) − 6:50
3. "Freelove" (DJ Muggs Remix) − 4:24

CD: Reprise 42419-2 (Estats Units)
1. "Freelove" (Flood Mix) − 3:59
2. "Freelove" (DJ Muggs Remix) − 4:24
3. "Zenstation" − 6:24
4. "Freelove" (Bertrand Burgalat Remix) − 5:27
5. "Freelove" (Schlammpeitziger "Little Rocking Suction Pump" Version) − 6:50
6. "Zenstation" (Atom's Stereonerd Remix) − 5:35

DVD: Mute/DVDBong32 (Regne Unit) i Reprise 38564-2 (Estats Units)
1. "Freelove" (Live "Bootleg" Video) − 6:57
2. "Breathe" (Directe) − 5:32
3. "The Dead Of Night" (Directe) − 5:08

- Totes les cançons són compostes per Martin Gore.
- La versió Live "Bootleg" Video de «Freelove» inclosa en el DVD és un vídeo muntat amb imatges del concert i de la gira. Les cançons «Breathe» i «The Dead Of Night» que l'acompanyen en el DVD són només àudio. També hi ha quatre videoclips de 30 segons. Les tres cançons foren enregistrades en el concert realitzat al First Union Center de Filadèlfia el 30 de juny de 2001.